# Бразинскас, Пранас
Пранас Стасё Бразинскас (лит. Pranas Brazinskas, 1924, Бейжёнис, Литовская Республика — 10 февраля 2002, Санта-Моника, Калифорния, США) — советский преступник литовского происхождения, угонщик самолёта Ан-24 и убийца 19-летней стюардессы Надежды Курченко. В 1970 году вместе с малолетним сыном Альгирдасом осуществил первый в истории СССР успешный угон пассажирского самолёта, а спустя 32 года сам пал от руки собственного сына.

## Ранняя жизнь
Родился в 1924 году на хуторе Бейженис в Тракайской волости, по национальности литовец. Окончил Бейжонскую начальную школу, затем Жежмарскую сельскохозяйственную школу.
В 1944 году Пранас Бразинскас служил во вспомогательных войсках немецкой дивизии — собирал понтонные мосты. Позже он помогал группе «лесных братьев», снабжал оружием.
Работал завхозом в местной школе в Жежмаряй, затем товароведом сельхозтоваров кооператива в Вевисе.
В 1955 году был осуждён за злоупотребление служебным положением (продажа стройматериалов по завышенной цене и без документов) и приговорён к одному году исправительных работ. В том же году, 26 июля, родился его сын Альгирдас.
В 1965 году, работая заведующим магазином, Пранас был осуждён на пять лет за расхищение имущества. Отсидев три года, был освобождён по амнистии и поселился в городе Коканде Узбекской ССР (1970), где зарабатывал спекуляциями. Вскоре вступил во второй брак и сменил фамилию на фамилию супруги – Корейво.
Когда в 1970 году Бразинскасами заинтересовался КГБ, он решил бежать из СССР.

## Угон самолёта
15 октября 1970 года Пранас Бразинскас и его несовершеннолетний сын Альгирдас, которому на тот момент было только 15 лет, совершили угон пассажирского самолёта. Вооруженные пистолетом, ружейным обрезом и ручной гранатой, они угнали Ан-24 с 46 пассажирами на борту, выполнявший регулярный рейс № 244 из Батуми в Сухуми. В ходе захвата самолёта Бразинскасом была убита 19-летняя стюардесса Надежда Курченко, ранены два члена экипажа и один пассажир.
Угнанный Ан-24 совершил посадку в Трабзоне (Турция), где Бразинскасы были арестованы, отец был приговорён к 8 годам тюремного заключения, сын — к 2 годам.
Событие вызвало значительный международный резонанс.

## Дальнейшая судьба
Просидев два года в тюрьме, они были освобождены по амнистии, но были оставлены под домашним арестом. После неудачной попытки получить статус политических беженцев в посольстве США в Анкаре Бразинскасы в 1976 году отправились в Венесуэлу. Через два месяца они сели на самолёт до Канады, но во время остановки в Нью-Йорке нелегально остались на территории США, где были задержаны миграционной службой США. В результате заступничества литовской диаспоры Бразинскасы получили право проживать в США.
Проживая в США, Пранас Бразинскас взял имя Фрэнк Уайт, а его сын — Альберт Виктор Уайт. Какое-то время они жили в штате Нью-Йорк, затем перебрались в Санта-Монику в Калифорнии (где жила самая большая литовская община США), где занимались малярными работами.
На пресс-конференции 21 марта 1978 года официальный представитель Госдепартамента США заявил советскому корреспонденту, что «озабоченность США международным терроризмом не распространяется на случай с Бразинскасами».
В 1982 году Госдеп США объявил, что просьба Бразинскасов о предоставлении им политического убежища была отклонена и они выдворены из США. Однако на запрос советских властей, куда и когда они были выдворены, американская федеральная служба иммиграции и натурализации ответа не дала.
Получив американские документы, Бразинскасы написали книгу, в которой пытались оправдать захват и угон самолёта «борьбой за освобождение Литвы от советской оккупации».
Альберт в конечном итоге стал бухгалтером и женился на работнице госдепартамента США Вирджинии Уайт, которая тоже была литовской эмигранткой.
Жизнь Бразинскаса-старшего же не особо хорошо сложилась. Он так и не выучил английский язык и с сыном общался только на литовском или на русском. Соседи постоянно жаловались на него за агрессивное поведение и угрозы физического насилия. Одна из соседок, Линда Флетт, пожаловалась в 1991 году в полицию, что Бразинскас угрожал убить её. Какое-то время Фрэнк приторговывал огнестрельным оружием и был известным в районе оружейным дилером. По свидетельству Los Angeles Times, в литовской общине (хотя именно она просила дать им право жить в США) отношение к Бразинскасам было настороженным, их откровенно побаивались. Попытка организовать сбор средств в фонд собственной помощи провалилась — практически никто из литовских иммигрантов не дал им ни доллара.
Когда в США журналистка Рута Гринявичюте (лит. Rūta Grinevičiūtė, телеканал LNK) брала интервью у Пранаса Бразинскаса об убийстве стюардессы, тот заявил, что убил «эту суку, потому что она встала у него на пути».

## Смерть
Под старость характер Фрэнка стал ещё хуже, он стал раздражительным и часто ссорился с сыном, из-за чего 10 февраля 2002 года Альберт забил отца насмерть, нанеся тому восемь ударов гантелью по голове (по другой версии это была бейсбольная бита). Будучи в шоке от содеянного, в полицию Альберт позвонил только спустя сутки, когда до него наконец дозвонилась жена.
В ноябре 2002 года жюри присяжных в суде Санта-Моники признало Альберта виновным в преднамеренном убийстве второй степени, и он был приговорён к 16 годам тюрьмы. Адвокат Альберта Джек Алекс, литовец по происхождению, сказал, что Альберт был спровоцирован: Фрэнк под конец стал просто невыносим и, с учётом того, что на тот момент не мог уже самостоятельно передвигаться, целиком находился на содержании сына. У Альберта наконец лопнуло терпение, и он решил уйти от отца, но тот направил на него пистолет с угрозой выстрелить, и Альберт не смог больше сдерживаться. По мнению Алекса, то, что Альберт позвонил в полицию только спустя сутки, стало одним из отягчающих обстоятельств.

## В кино
Отец и сын Бразинскасы явились прототипами террористов, которые захватили самолёт и убили стюардессу в советском фильме 1973 года «Абитуриентка» (режиссёр — Алексей Мишурин, сценарист — Олесь Гончар).